# سردار بهادر خان
خان سردار بهادر خان (بالأردوية: سردار بہادر خان)‏، (8 يوليو 1908 - 31 ديسمبر 1975) سياسي باكستاني. ورئيس الوزراء التاسع لخيبر باختونخوا (كانت تسمى آنذاك المقاطعة الحدودية الشمالية الغربية).
هو نجل الرائد مير داد خان وشقيق الرئيس أيوب خان. ولد في قرية ريحانا التي تقع في منطقة هاريبور في مقاطعة خيبر بختونخوا. حصل على ليسانس الحقوق من جامعة عليكرة الإسلامية.